# Campionat d'Europa de motocròs 1953
La temporada de 1953 del Campionat d'Europa de motocròs fou la 2a edició d'aquest campionat, organitzat per la FIM. El calendari oficial constava de 8 Grans Premis, celebrats entre el 26 d'abril i el 30 d'agost.

## Sistema de puntuació
Barem de puntuació de 1952 a 1969:
| Posició | 1 | 2 | 3 | 4 | 5 | 6 |
| Punts   | 8 | 6 | 4 | 3 | 2 | 1 |

| Resultats que computen                         |
| 1/2 + 1 dels GP (cal acabar-hi les 2 mànegues) |

## Classificació final
| Posició | Pilot             | Motocicleta  | Punts          |
| ------- | ----------------- | ------------ | -------------- |
| 1       | Auguste Mingels   | Matchless/FN | 30 net/36 brut |
| 2       | René Baeten       | Saroléa      | 19             |
| 3       | Victor Leloup     | FN           | 18 net/25 brut |
| 4       | Basil Hall        | BSA          | 15             |
| 5       | Leslie Archer     | Norton       | 12             |
| 6       | Geoff Ward        | AJS          | 11             |
| 7       | Phil Nex          | BSA          | 10             |
| 8       | Nic Jansen        | Saroléa      | 8              |
| 8       | Brian Stonebridge | BSA          | 8              |
| 10      | Frans Baudoin     | Matchless    | 6              |
| 10      | Henri Frantz      | BSA          | 6              |
| 10      | Kuno Johansson    | BSA          | 6              |

## Resum: Podi final 1953
|           | 500 cc          |         |
| Campió    | Auguste Mingels | FN      |
| Subcampió | René Baeten     | Saroléa |
| Tercer    | Victor Leloup   | FN      |